# Polska Komisja Likwidacyjna

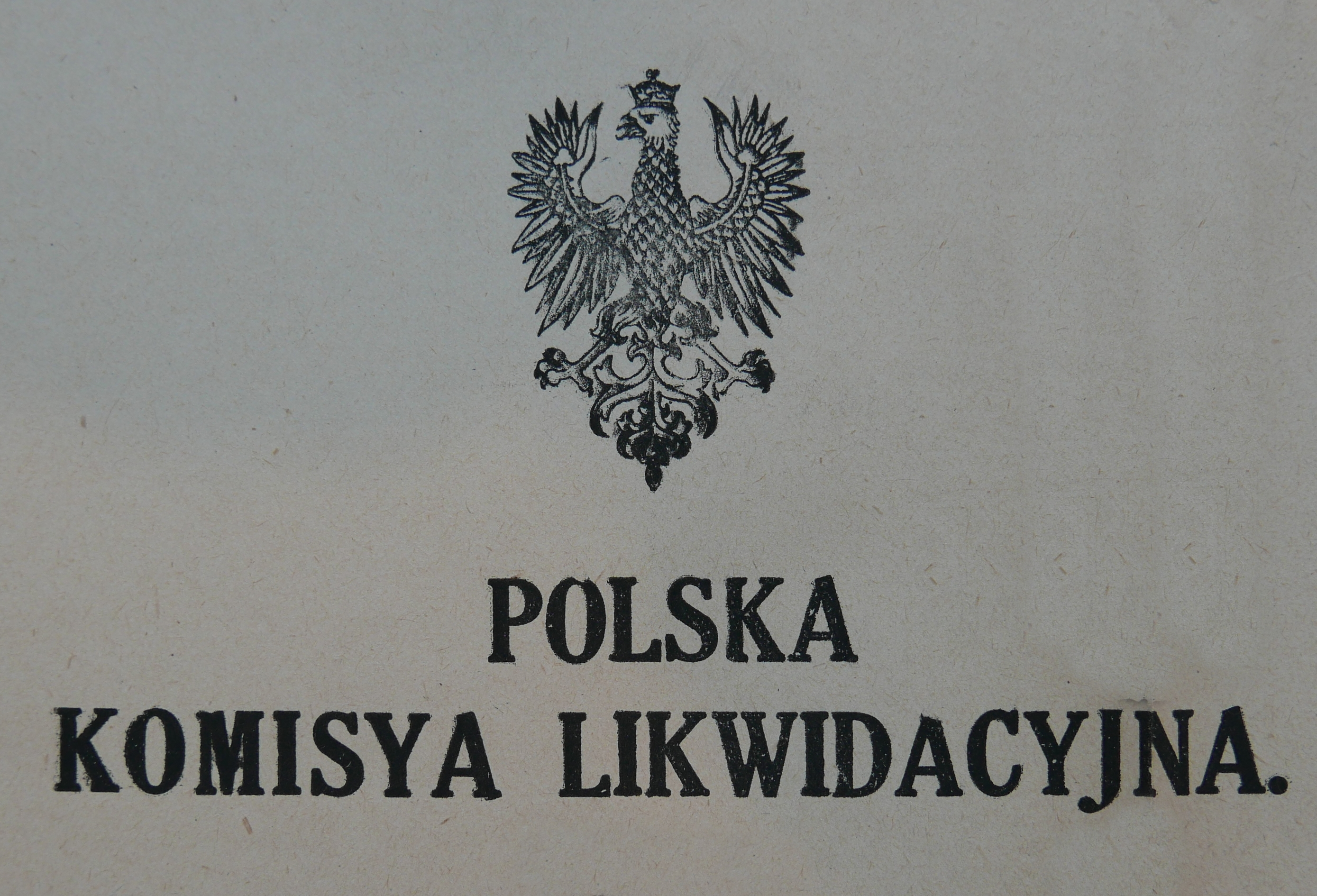
Polska Komisja Likwidacyjna

Polska Komisja Likwidacyjna Galicji i Śląska Cieszyńskiego – tymczasowy organ władzy polskiej dla zaboru austriackiego oraz Śląska Cieszyńskiego w latach 1918–1919.
Zadaniem Polskiej Komisji Likwidacyjnej była likwidacja struktur i stosunków łączących Galicję z Austro-Węgrami oraz utrzymanie bezpieczeństwa i spokoju publicznego do czasu utworzenia niepodległego państwa polskiego.

## Historia
W drugiej połowie 1918 nasiliły się procesy rozpadu Austro-Węgier. W tej sytuacji już na początku października 1918 wśród polityków polskich zaczęto rozważać wcielenie w życie pomysłu powołania na terenie Galicji tymczasowej władzy polskiej. Konsultacje w tej sprawie prowadzili przedstawiciele Polskiego Stronnictwa Ludowego „Piast”, Stronnictwa Demokratyczno-Narodowego i Polskiej Partii Socjalno-Demokratycznej Galicji i Śląska. Wkrótce dołączyli do nich przedstawiciele mniejszych ugrupowań. Z pertraktacji wykluczono konserwatystów, krytycznie oceniając ich dotychczasową lojalistyczną politykę wobec monarchii habsburskiej. Do spotkań dochodziło wówczas zarówno w Krakowie, jak i Wiedniu. Bardziej konkretne efekty tych konsultacji pojawiły się jednak dopiero w drugiej połowie października. 24 października na naradzie przedstawiciele PSL „Piast”, SN-D i PPSD przyjęli rezolucję, w której znalazło się postanowienie o konieczności bezzwłocznego utworzenia Polskiej Komisji Likwidacyjnej – mającej doprowadzić do zlikwidowania stosunku zależności Galicji od Austrii. Zadecydowano również o zwołaniu na 28 października zebrania polskich posłów na parlament austriacki.
28 października 1918 w siedzibie magistratu w Krakowie odbyło się zebranie, w którym wzięło udział ponad 60 polityków. Na przewodniczącego zgromadzenia wybrano Wincentego Witosa, na jego zastępców: Aleksandra Skarbka, Tadeusza Tertila, Ignacego Daszyńskiego i księdza Józefa Londzina. Obrady były burzliwe, a podczas poruszania poszczególnych kwestii dochodziło do ostrej wymiany zdań, jak np. w przypadku określenia stosunku tworzącej się PKL do warszawskiego rządu Rady Regencyjnej. Spory wywołała także sprawa siedziby przyszłych władz Galicji – zwolenników miał tu zarówno Kraków, jak i Lwów. Efektem obrad było przyjęcie 12 rezolucji. W jednej z nich znalazła się deklaracja o rozwiązaniu zależności ziem polskich z Austro-Węgrami, a w innej powołano do życia Polską Komisję Likwidacyjną, mającą się składać z 23 posłów do austriackiej Rady Państwa. W związku ze sporami dotyczącymi stosunku do Rady Regencyjnej nie wyłoniono wówczas składu osobowego PKL, zaś kierowanie Komisją powierzono prezydium zebrania założycielskiego, postanawiając zarazem, że jego siedzibą zostanie Kraków, zaś Komisja urzędować będzie we Lwowie.
W dniach 29–30 października ciało to działało poprzez prezydium zgromadzenia posłów polskich zastępujące komisję likwidacyjną. Komisja przejęła władzę w Krakowie 31 października 1918.
Komisja odmówiła podporządkowania się Radzie Regencyjnej Królestwa Polskiego, która powołała Witolda Czartoryskiego na stanowisko Komisarza Generalnego Polskiego Rządu dla Galicji i polskiej części Śląska.
Polska Komisja Likwidacyjna, wraz z lwowskim Tymczasowym Komitetem Rządzącym, została zniesiona dekretem Naczelnika Państwa z 10 stycznia 1919, a oba te organy zastąpiła Komisja Rządząca dla Galicji, Śląska Cieszyńskiego, Spisza i Orawy. W marcu Komisję zastąpił Generalny Delegat Rządu.
W lutym 1919 Polska Komisja Likwidacyjna wydała serię 11 znaczków pocztowych (numery katalogowe 55–65), które pozostawały w obiegu pocztowym do 31 maja 1919.

## Skład

### W momencie utworzenia
W skład tymczasowego prezydium Komisji weszli:
- Wincenty Witos – przewodniczący,
- Ignacy Daszyński – od 6 listopada nieobecny, złożył funkcję[9],
- Aleksander Skarbek – kierownik spraw wojskowych,
- Tadeusz Tertil – jednocześnie burmistrz Tarnowa,
- Józef Londzin – jednocześnie członek prezydium Rady Narodowej Księstwa Cieszyńskiego.

W skład delegacji do Lwowa, która 1 listopada 1918 dotarła do Przemyśla, weszli Aleksander Skarbek, Zygmunt Lasocki i Władysław Grzędzielewski.

### Skład ustalony 4 listopada
- Wincenty Witos – przewodniczący
- Jędrzej Moraczewski – członek prezydium
- Tadeusz Tertil – członek prezydium
- Józef Ptaś – członek prezydium
- Zygmunt Lasocki – naczelnik wydziału administracyjnego
- Stanisław Rymar – zastępca naczelnika wydziału administracyjnego
- Włodzimierz Tetmajer – naczelnik wydziału wojskowego
- Stanisław Rowiński – zastępca naczelnika wydziału wojskowego
- Władysław Długosz – naczelnik wydziału rolnictwa
- Witold Skalski – zastępca naczelnika wydziału rolnictwa
- Andrzej Kędzior – naczelnik wydziału robót publicznych
- Tadeusz Tabaczyński – zastępca naczelnika wydziału robót publicznych
- Józef Ptaś – naczelnik wydziału sprawiedliwości
- Stanisław Biały – zastępca naczelnika wydziału sprawiedliwości
- Emil Schmidt – naczelnik wydziału skarbowego
- Franiszek Bardel – zastępca naczelnika wydziału skarbowego
- Marian Starzewski – naczelnik wydziału komunikacji
- Ignacy Wróbel – zastępca naczelnika wydziału komunikacji
- Jędrzej Moraczewski – naczelnik wydziału aprowizacji
- Władysław Kucharski – zastępca naczelnika wydziału aprowizacji
- Emil Bobrowski – naczelnik wydziału opieki społecznej
- Jan Nowicki – zastępca naczelnika wydziału opieki społecznej
- Herman Diamand – naczelnik wydziału górnictwa
- Jan Stapiński – zastępca naczelnika wydziału górnictwa
- Edmund Zieleniewski – naczelnik wydziału przemysłu i handlu
- Antoni Doerman – zastępca naczelnika wydziału przemysłu i handlu
- Ignacy Rychlik – naczelnik wydziału oświaty
- Józef Krajewski – zastępca naczelnika wydziału oświaty[10]

## Sprawy wojskowe
1 listopada 1918 w Krakowie pułkownik Bolesław Roja z rozkazu Polskiej Komisji Likwidacyjnej objął Komendę Wojskową na obszarze Galicji od polnego zbrojmistrza Siegmunda von Benigni in Müldenberg. Po objęciu przez Józefa Piłsudskiego stanowiska Naczelnego Dowódcy Wojska Polskiego, generał Roja podporządkował się mu.

## Opinie
Polityk konserwatywny Jan Hupka w swoim pamiętniku podał następującą charakterystykę Polskiej Komisji Likwidacyjnej: 

Komisja Likwidacyjna krakowska, która iure caduco przywłaszczyła sobie władzę w Galicji, jest właściwie komisją dezorganizacyjną. Komisarzem ludowym wojny jest malarz Tetmajer. Komisarzem spraw wewnętrznych – Lasocki, który mianuje na wszystkie powiaty komisarzy ludowych. W niektórych powiatach zamianował komisarzami ludowymi chłopów. Prócz tego upoważnia do tworzenia po powiatach sowietów do kontrolowania komisarzy. Niby to, mają to być rady przyboczne i kontrolujące pod nazwą powiatowych komisji likwidacyjnych. [...] Odniosłem wrażenie, że spomiędzy członków PKL nikt właściwie niczego dobrze nie rozumie. Każdy rządzi na swą rękę. Witos wystawia przepustki ze swoim podpisem. Chcą drukować banknoty, stemple i znaczki pocztowe, nie rozumiejąc, że ich banknoty nie będą miały żadnej wartości. Jest to zabawa w rząd, farsa, która byłaby śmieszna, gdyby nie przyczyniała się do szerzenia anarchii.